# Saint-Aubin-du-Cormier
 Saint-Aubin-du-Cormier  es una población y comuna francesa, situada en la región de Bretaña, departamento de Ille y Vilaine, en el distrito de Fougères y cantón de Saint-Aubin-du-Cormier.

## Demografía
| 1798 | 1714 | 1776 | 2235 | 2040 | 2746 | 3523 |
| Para los censos de 1962 a 1999 la población legal corresponde a la población sin duplicidades (Fuente: INSEE [Consultar]) |      |      |      |      |      |      |